# Дома 1173 км
Дома 1173 км — населённый пункт без официального статуса в Глазовском районе Удмуртии. Входит в состав Качкашурского сельского поселения.

## Население
| 2010 | 2012 | 2015 |
| ---- | ---- | ---- |
| 5    | ↗6   | ↘5   |

Численность постоянного населения составляет 9 человек (2007).